# Black Sabbath
I Black Sabbath sono stati un gruppo musicale heavy metal britannico, nato a Birmingham nel 1968, scioltosi nel 2017 e poi riformatosi nel 2025 per un ultimo concerto. La formazione storica costituita da Ozzy Osbourne (voce), Tony Iommi (chitarra), Geezer Butler (basso) e Bill Ward (batteria), è rimasta invariata dal 1969 al 1978. In seguito, ci furono numerosi cambi nell'organico della band (anche già di fama come Ronnie James Dio e Ian Gillan), che resero Iommi l'unico componente originale in cinque pubblicazioni in studio su sette, dal 1986 al 1995.
I Black Sabbath sono riconosciuti come uno dei primi gruppi heavy metal della storia e hanno contribuito in modo significativo allo sviluppo del genere. Dal 1970 al 2010 hanno venduto più di 100 milioni di dischi in tutto il mondo. Contribuirono in modo determinante anche alla nascita di alcuni sottogeneri heavy metal, in particolar modo il doom metal e lo stoner rock. Nel 2003 furono inseriti all'85º posto nella lista dei 100 migliori artisti secondo Rolling Stone, e tre dei loro album sono stati citati nella lista dei 500 migliori album stilata dalla medesima rivista: Master of Reality (al 300º posto), Black Sabbath (241º posto) e Paranoid (131º posto). Nel 2006 sono stati introdotti nella Rock and Roll Hall of Fame.

## Storia del gruppo

### Dalle origini all'esordio (1968-1969)
Il primo embrione dei Black Sabbath vide la luce nel 1968 ad Aston, un quartiere di Birmingham, in Inghilterra, quando il chitarrista Anthony "Tony" Iommi e il batterista William "Bill" Ward (entrambi provenienti dai "Mithology") trovarono in un negozio di dischi l'annuncio di un cantante che cercava altri musicisti per fondare una band ("Ozzy Zig cerca gruppo. Possiede amplificazione propria."). Ozzy Zig era John "Ozzy" Osbourne, un acerrimo rivale di Iommi ai tempi della scuola. Iommi e Ward si recarono a casa di Ozzy e decisero di formare un complesso musicale. Osbourne portò nel gruppo altri due musicisti che avevano suonato assieme a lui nel gruppo "Rare Breed": i chitarristi Terence "Geezer" Butler e Jimmy Phillips.
In seguito Butler prese il ruolo di bassista, e fu assoldato anche il sassofonista Alan "Aker" Clarke. Il gruppo scelse inizialmente il nome "Polka Tulk Blues Band", accorciato poi in "Polka Tulk", e incominciò a costruirsi un repertorio, prevalentemente blues. Clarke e Phillips uscirono dal gruppo e gli altri decisero di cambiare nome in "Earth". La formazione si esibì in vari locali suonando cover di Jimi Hendrix, Blue Cheer, Beatles e Cream, e incise nel 1968 il primo demo, che ebbe un discreto successo nel giro dei pub del Regno Unito e permise al gruppo di farsi un nome anche in Germania, grazie all'intraprendenza del manager Jim Simpson.
Dopo un breve periodo, il nome della band fu cambiato perché esisteva un altro gruppo che si chiamava Earth. Il nome nuovo venne da un'idea di Butler, grande appassionato dei romanzi di magia nera e horror di Dennis Wheatley e che conosceva un film di Mario Bava chiamato I tre volti della paura del 1963; nella versione inglese il titolo era Black Sabbath ("sabba nero"), e scrisse una canzone che ne riprendeva il titolo. Questo divenne il nuovo nome del gruppo.
Al nuovo nome si accompagnò una transizione dal blues a un sound prima con elementi di folk europeo, poi con toni sempre più forti e cupi, fino a una soluzione inedita per la quale i Sabbath divennero famosi e annoverati, da molti critici, come i pionieri dell'heavy metal assieme ai Led Zeppelin.

### Il periodo "classico" (1970-1971)

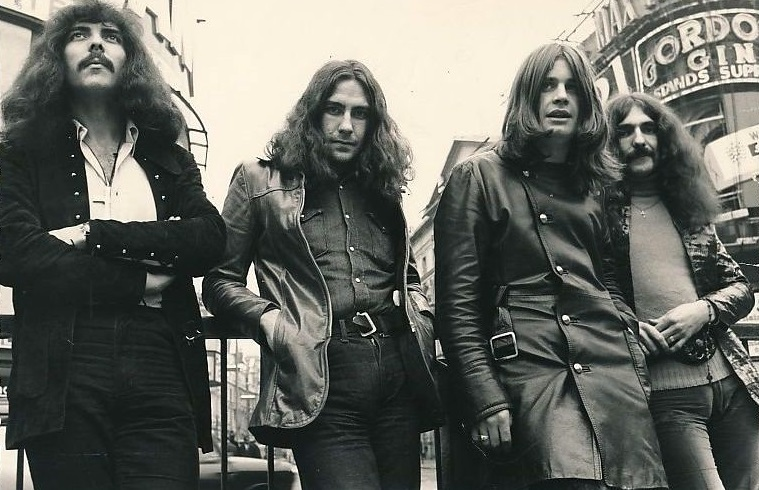
I Black Sabbath nel 1970

La prima casa discografica per cui i Sabbath firmarono fu la Fontana Records; in seguito approdarono all'appena nata Vertigo. Con questa etichetta il 13 febbraio del 1970 uscì l'album di esordio della band, intitolato semplicemente Black Sabbath. Black Sabbath ebbe un grande successo (ottavo nelle classifiche di vendite del Regno Unito) dovuto, in gran parte, alla presenza di composizioni storiche della band come l'omonima Black Sabbath, The Wizard e N.I.B. Il disco presentava tratti originali e diversi dal panorama rock di quei tempi, sia per la musica sia per i testi. I loro coevi Deep Purple e Led Zeppelin, altre formazioni influenti per il metal, praticavano un sound più melodico e aperto anche a rock 'n' roll e blues. La musica dei Black Sabbath, pur con caratteristiche simili, presentava sonorità più pesanti e oscure, con riferimenti al demonio e all'occulto. Nella canzone Black Sabbath Tony Iommi utilizza la "Triade del Diavolo" (un giro fondato sull'intervallo di tre toni, tritono appunto, o quinta diminuita, I - Vb), un intervallo musicale fortemente dissonante e disorientante che nel Medioevo veniva chiamato diabolus in musica.
Sebbene cenni di questo tipo si potessero trovare anche nei lavori di altri gruppi dell'epoca, come i Led Zeppelin o i The Beatles, i Sabbath si spinsero oltre, sia per l'insistenza su questi argomenti sia per il modo diretto in cui erano affrontati, tant'è che questi divennero, in seguito, alcuni degli stereotipi che caratterizzeranno il metal. Questo tipo di testi portò alla band numerose critiche, accuse di satanismo e occultismo e in generale la disapprovazione di molta parte dell'opinione pubblica del tempo. Queste contestazioni, tuttavia, contribuirono al fascino che la band esercitava sul suo vasto pubblico di giovani.
Il successivo Paranoid rappresenta tuttora il maggior successo commerciale del gruppo (primo nella classifica inglese, con quattro dischi di platino e uno d'oro all'attivo) ed è considerato di essenziale importanza per la nascita dell'heavy metal. Il lavoro conquistò milioni di fan in tutto il mondo, grazie brani come Paranoid, Iron Man, Electric Funeral e War Pigs. Con questo lavoro il gruppo mostrò di andare oltre l'immagine "nera" che lo accompagnava, componendo brani con argomenti più maturi, come War Pigs, critica dei politici responsabili degli orrori della guerra, o Iron Man che ha un testo fantascientifico.
Nel 1971 i Black Sabbath pubblicarono un terzo album di notevole successo, Master of Reality, l'album più oscuro e introspettivo della band. Assieme ai precedenti Black Sabbath e Paranoid, è considerato fondamentale per la nascita del doom metal e sludge metal. Oltre ai brani del classico stile sabbathiano (Children of the Grave e After Forever), Master of Reality è noto, soprattutto, per i suoi stilemi "sinistri" (Sweet Leaf, Lord of This World, Solitude e Into the Void), base per questo genere portato in auge da Saint Vitus e Candlemass.
Il disco presentava una particolare innovazione. Iommi suona con la chitarra accordata in Do diesis (un tono e mezzo più bassa dell'accordatura tradizionale), come Butler con il basso. Questo cambiamento, su dichiarazione del chitarrista, fu adottato per adattarsi allo stile vocale di Ozzy e per dare un suono più pesante alla loro musica (successivamente, a partire dall'album Heaven and Hell, la chitarra e il basso furono accordati in Re diesis). Sebbene Jimi Hendrix e altri avessero già adottato tale pratica in passato, i Black Sabbath furono tra i primi a fare uso del cosiddetto "downtuning", pratica che divenne quasi uno standard per numerosi gruppi rock e heavy metal.

### Sperimentazioni (1972-1975)
Il seguente Black Sabbath, Vol. 4 del 1972 mostrò le prime delle varie modifiche nel sound della formazione, per via di una evidente contaminazione di rock progressivo. Uno dei punti di forza è la ballad Changes, nel quale Osbourne canta accompagnato da pianoforte e archi. Il brano è un esempio di come le sonorità della formazione si stessero evolvendo, ma pezzi come Tomorrow's Dream, Snowblind e Supernaut mostrano ancora il loro lato musicale più pesante.
Nel 1973 pubblicarono Sabbath Bloody Sabbath, album caratterizzato da atmosfere progressive rock ancor più nette. Ciò si deve anche alla presenza di Rick Wakeman degli Yes che compariva alle tastiere, come membro esterno. Fra i brani più evidentemente "progressive" si possono citare Spiral Architect e A National Acrobat ma non mancava comunque il "classico" sound della formazione con Sabbath Bloody Sabbath e Killing Yourself to Live. Il disco divenne platino e si confermò un altro grande successo e un punto importante della loro carriera artistica.
In questo periodo ci furono una serie di sbandamenti per la band. Tutti i membri ebbero seri problemi di dipendenza da droghe, in particolare Osbourne e Ward, i quali, su ammissione del cantante, fecero uso di LSD tutti i giorni per due anni. Un cambiamento di etichetta (da Vertigo a WWA) fece slittare l'uscita del nuovo album, Sabotage, pubblicato solamente nel 1975. Dal punto di vista musicale, Sabotage è uno degli album più variegati del gruppo, alternando pezzi heavy metal come Hole in the Sky e Symptom of the Universe a sperimentazioni originali e spiazzanti, ad esempio i cori in stile russo di Supertzar e le sonorità pop rock di Am I Going Insane (Radio).

### Il declino e l'addio di Osbourne (1976-1979)
(Ozzy Osbourne, parlando dei Black Sabbath durante il periodo 1976-1978)
L'album successivo, Technical Ecstasy del 1976, fu oggetto di accese discussioni da parte dei loro sostenitori, per via di un sound più duttile e per la presenza di musica d'orchestra e sintetizzatori. Per quanto alcuni considerino positivamente il disco come molto ambizioso e innovativo, esso contribuì a disilludere i fan dello stile iniziale del gruppo.
Nel 1977, al termine del tour di Technical Ecstasy, Osbourne abbandonò il gruppo, a seguito di tristi vicissitudini personali dovute alla morte del padre, oltre ai problemi derivati dalla sua dipendenza da alcool e droghe ormai inarrestabile. I restanti membri del gruppo arrivarono a provare per pochi mesi con il cantante Dave Walker (ex Fleetwood Mac e Savoy Brown), con cui incominciarono a lavorare a nuove canzoni, prima del momentaneo rientro di Osbourne alla voce nel 1978 con l'album Never Say Die!.
Questo lavoro ricalca la scia del precedente, con suoni elettronici e sperimentali (Don Airey suonò le tastiere nel disco), lontani da quelli più massicci e sulfurei di Paranoid e Master of Reality. In ogni caso, la risposta del pubblico fu negativa e certi lo giudicarono come uno dei peggiori della formazione di Birmingham, con la sola title track Never Say Die a godere di una buona popolarità tra i loro fan, sebbene oggi molti critici e fan lo abbiano rivalutato, considerandolo un album raffinato e ispirato.
Nel 1979, a causa di conflitti irreversibili con gli altri membri della band, Osbourne venne licenziato per la sua tendenza ad abusare di stupefacenti e alcool. Dopo l'uscita definitiva di Osbourne, i Black Sabbath non presentarono più una formazione salda, raggiungendo molte volte il punto di instabilità e assoldando vari musicisti nel corso della loro seguente carriera.

### I Black Sabbath con Ronnie James Dio, l'abbandono di Bill Ward (1980-1982)

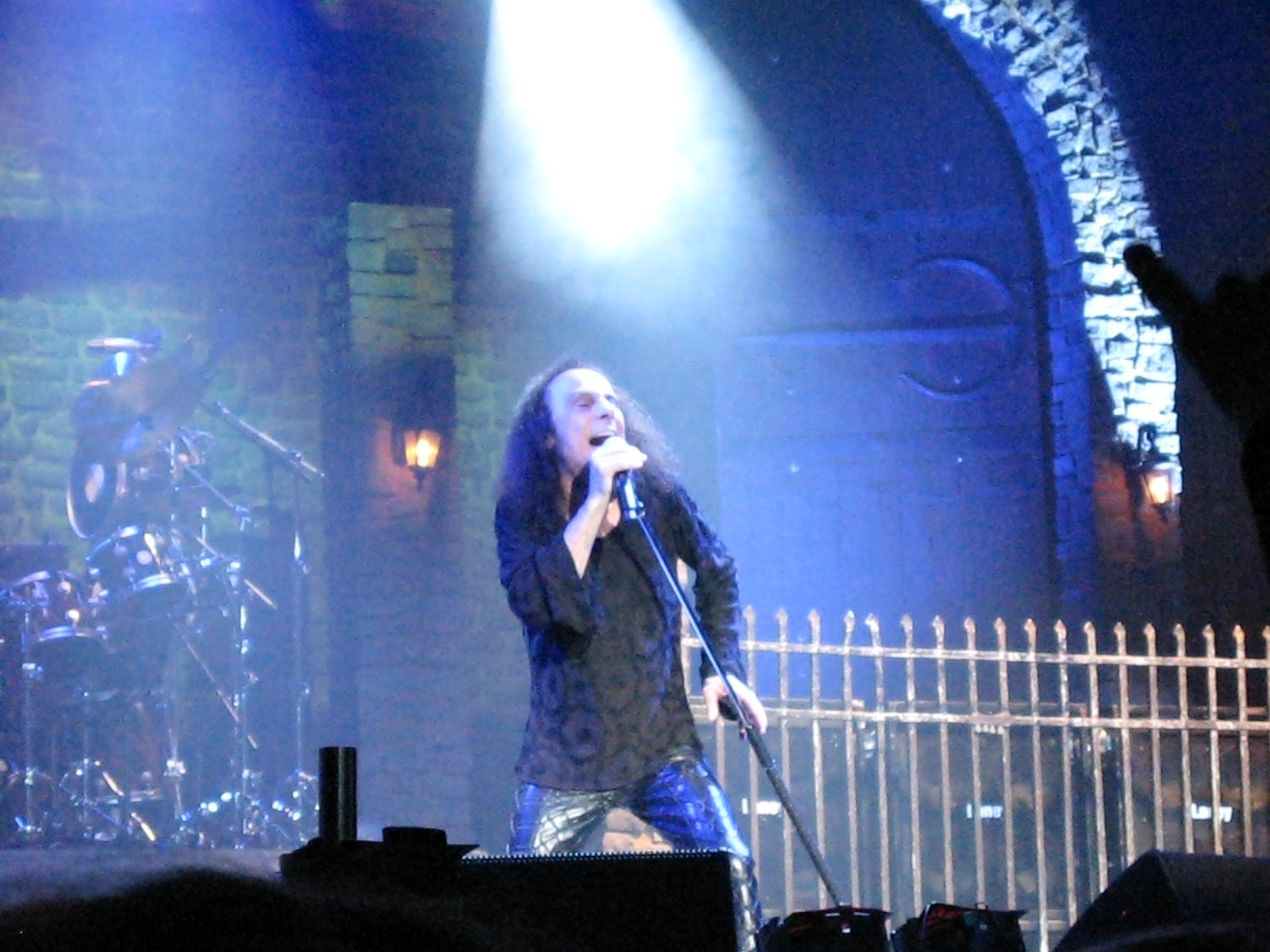
Ronnie James Dio

L'addio di Osbourne, tuttavia, preoccupò i Black Sabbath, dato che Ozzy contribuì molto alla realizzazione delle canzoni e, soprattutto, fu un ottimo intrattenitore del pubblico durante le performance dal vivo, quindi trovare un degno rimpiazzo fu un'impresa ardua. Dopo la sua uscita, fu contattato Ronnie James Dio, ex cantante di Elf e Rainbow.
Il primo album con Dio, Heaven and Hell, fu un eccellente successo, venendo certificato disco di platino negli Stati Uniti d'America e permettendo al gruppo di risalire la cima e in fatto di vendite costituì il miglior risultato della band dal 1975, con Neon Knights, Heaven and Hell e Die Young che divennero altri pezzi significativi della loro discografia. L'album fu anche caratterizzato dall'ingresso di Geoff Nicholls alle tastiere. Benché non sempre riconosciuto come membro del gruppo, e costretto a suonare nel backstage dei concerti per "motivi estetici" (caso non isolato nel panorama dell'heavy metal), Nicholls ebbe da allora un'indiscutibile influenza sul gruppo, anche a livello compositivo.
Il tour del disco si dimostrò molto seguito, merito anche del carisma del nuovo cantante, nonché delle sue ottime doti vocali. Sempre durante quel tour, Ward dovette abbandonare per motivi personali (i suoi genitori morirono uno dopo l'altro in un breve lasso di tempo, cosa che peggiorò i già notevoli problemi di Ward con l'alcool) e venne sostituito da Vinny Appice (fratello di Carmine, famoso batterista di Vanilla Fudge, Rod Stewart e King Kobra).
Fu durante questo tour che Dio rese celebre il gesto delle corna, in seguito adottato come una sorta di "segno di riconoscimento" dagli amanti dell'heavy metal. Tuttavia questo gesto è oggetto di discussione dato che è stata anche rivendicata da Gene Simmons dei Kiss. Tuttavia, i critici, e lo stesso James Dio, sostengono che questo non è stato introdotto in musica da Simmons, ma da John Lennon dei Beatles nel 1967. Infatti la foto promozionale del film animato Yellow Submarine mostra John Lennon nell'intento di fare questo cenno. Esso è anche visibile nella copertina del lungometraggio, ove Lennon fa le corna a Paul McCartney. Al di là di ciò, Dio disse che questo segno manuale lo imparò da sua nonna, la quale ne faceva uso per scongiurare il malocchio.
Nel 1981 il gruppo pubblicò Mob Rules, anch'esso un successo che confermò il nuovo stile acquisito dai Black Sabbath grazie all'apporto sia tecnico sia compositivo di Dio. La title track dell'album fu scelta per la colonna sonora del film Heavy Metal.
L'uscita e la rapida diffusione del bootleg Live at Last (registrato dal gruppo con Osbourne in un tour del 1973) e soprattutto di Speak of the Devil, primo disco dal vivo solista di Osbourne, il quale contiene tutti i più famosi brani dei Black Sabbath con lui alla voce, convinsero il gruppo a rispondere con un album dal vivo: Live Evil (1982) raccoglie gran parte dei brani più celebri del gruppo (da Black Sabbath a Mob Rules); tuttavia, tale disco portò nuovi problemi: Iommi e Dio diedero vita ad accese discussioni sul missaggio sonoro, poiché il leader dei Black Sabbath accusò il cantante di essersi recato in studio nelle ore notturne per alzare il volume della sua voce e lo definì un "piccolo Hitler". Tutto questo innescò una serie di litigi che convinsero il cantante ad abbandonare la band, portando con sé Appice.

### L'arrivo di Ian Gillan: i Black Purple (1983-1984)

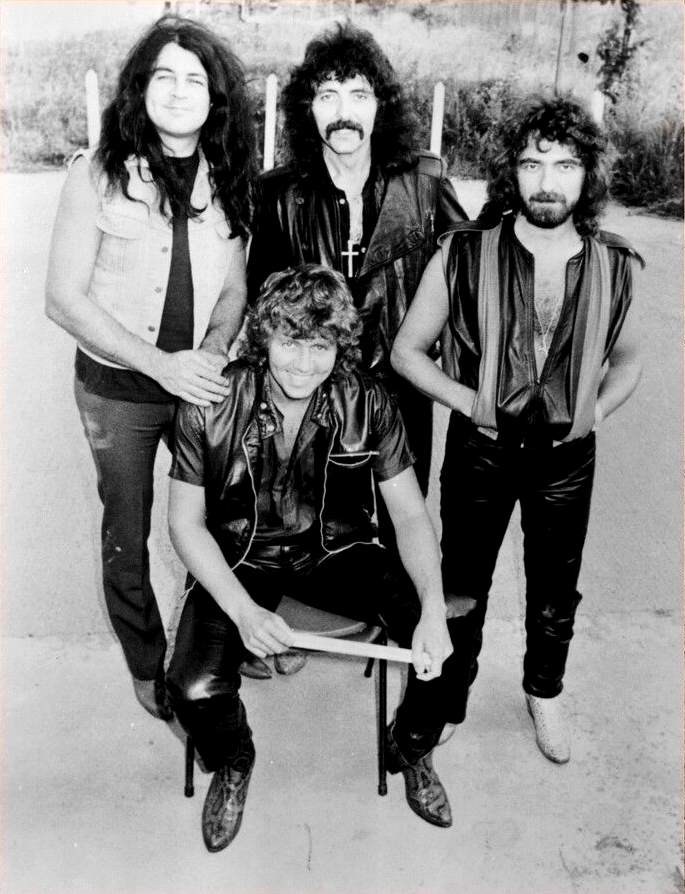
I Black Sabbath nel 1983. Da sinistra: Ian Gillan, Bev Bevan (in basso), Tony Iommi, Geezer Butler

L'uscita di Appice e Dio generò nuovamente instabilità nell'organico. Per il ruolo di batterista fu contattato Cozy Powell, ma la risposta fu negativa perché già impegnato con i Whitesnake (tuttavia Powell tornò nel 1987 per incidere Headless Cross nel 1988). Questa lacuna fu colmata dal rientro di Ward ma trovare un nuovo cantante fu più arduo. Nicky Moore dei Samson e John Sloman dei Lone Star furono bocciati. Iommi desiderava avere David Coverdale dei Whitesnake ma il cantante si rifiutò.
Iommi e Butler si orientarono verso Ian Gillan, da tempo uscito dai Deep Purple e libero da impegni musicali per problemi con la voce. Il contatto tra le due parti è descritto da un aneddoto: Gillan ricevette una telefonata da Iommi, che gli chiese di incontrarlo per una chiacchierata. Si videro nel pub "The Bear" a Woodstock e finirono con l'ubriacarsi. Il giorno dopo Gillan si risvegliò confuso, e ricevette una telefonata dal suo manager, Phil Banfield, che gli disse di incontrarsi con i Black Sabbath per discutere con loro avendo lui accettato l'offerta di diventare il nuovo cantante. Gillan non ricordava nulla di tutto ciò.
Assoldato Gillan come cantante, fu possibile realizzare Born Again (1983); l'album, un buon successo, si piazzò al quarto posto nella Official Albums Chart britannica. Questo lavoro, come quelli del periodo di Osbourne, suscitò le proteste dell'associazione P.M.R.C. e Trashed fu accusato di istigazione all'alcool e inserito in una lista (chiamata "The Filthy Fifteen") emessa dall'associazione per indicare i 15 brani considerati da loro più scandalosi. Gillan rispose alle accuse dicendo che il brano parlava di quando, guidando l'auto di Ward ubriaco perso fuori dallo studio di registrazione, l'aveva distrutta finendo in un canale e rischiando la vita.
Il sodalizio tra Gillan e i Black Sabbath fu soprannominato da molte testate giornalistiche Black Purple, fusione di Black Sabbath e Deep Purple. Fu intrapreso il tour ma Ward si ritirò di nuovo e rimpiazzato da Bev Bevan, ex Electric Light Orchestra. Al termine, Gillan tornò nei Deep Purple, in quel momento freschi di riunione.

### Instabilità e controversie, l'uscita di Geezer Butler (1985-1991)

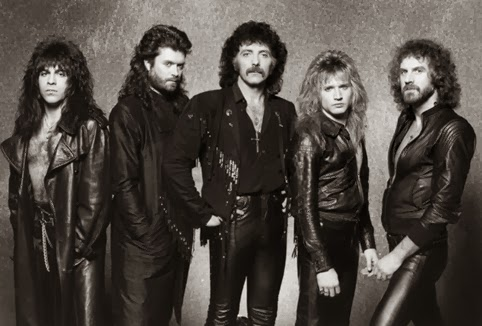
I Black Sabbath nel 1986. Da sinistra. Dave Spitz, Glenn Hughes, Tony Iommi, Eric Singer, Geoff Nicholls

Con l'uscita di Gillan riprese la ricerca di un nuovo cantante. Spencer Proffer, nuovo produttore della band, contattò Ron Keel (ex Steeler e Keel) per un'audizione ma fu scartato. La band, su ammissione di Keel, desiderava il ritorno di Osbourne. Nuovo cantante del gruppo divenne infine David Donato, che restò circa sei mesi con i Black Sabbath ma non incise alcun album. Tra le rare testimonianze dei Black Sabbath con Donato vi è No Way Out, una versione iniziale di The Shining (contenuto in The Eternal Idol, pubblicato nel 1987). Donato nel 1986 fondò il gruppo hair metal White Tiger, assieme all'ex chitarrista dei KISS Mark St. John.
Anche Butler, dopo una lunga militanza, abbandonò, formando i Geezer Butler Band, che non incisero alcun album. La formazione originaria dei Black Sabbath tornò, momentaneamente, sul palco in occasione del Live Aid nel 1985, organizzato da Bob Geldof e Midge Ure, assieme a Elton John, Queen, David Bowie, The Who, Madonna e U2. Iommi, rimasto l'unico membro originario del gruppo, decise di fermare momentaneamente i Black Sabbath in favore di un progetto solista assieme a Nicholls. Reclutati il bassista Dave Spitz e il batterista Eric Singer, il chitarrista incise un disco da solista ingaggiando vari cantanti come Rob Halford, Glenn Hughes e Ronnie James Dio ma si accorse della difficoltà di impiegare più voci in un album. Dopo aver provato un pezzo con Hughes, Iommi decise di assumerlo per cantare tutti i brani.
Così fu pubblicato Seventh Star nel 1986, che inizialmente dovette uscire a nome di Iommi ma in seguito fu pubblicato, per motivi contrattuali con la casa discografica, sotto il nome Black Sabbath featuring Tony Iommi. Questo album marcò ancor di più la svolta iniziatasi con Ronnie James Dio, con le tastiere elemento fondamentale per il nuovo corso stilistico. Tuttavia, rispetto al precedente Born Again, Seventh Star ebbe uno scarso successo di vendite. Inoltre i crediti del lavoro furono oggetto di discussione tra Iommi e Jeff Fenholt, un cantante che militò nei Black Sabbath per circa sette mesi, prima dell'arrivo di Hughes, il quale sostenne di aver partecipato alla composizione dei brani del disco. Fenholt, infatti, incise una demo con la band, Star of India nel 1985, e i pezzi qui contenuti fanno parte della lista tracce di Seventh Star.
Nella fase iniziale del tour del 1986 Hughes abbandonò la band per seri problemi alla voce dopo aver ricevuto un pugno alla gola dal manager del gruppo, Don Arden, durante una lite, e fu sostituito da Ray Gillen. Nel frattempo la carriera solista di Osbourne andava a gonfie vele (aveva già pubblicato classici dell'heavy metal come Blizzard of Ozz e Diary of a Madman) e la crescente fama del cantante stava per oscurare sempre più quella della sua band di un tempo.

### L'arrivo di Tony Martin (1986-1991)
La preparazione dell'album successivo (The Eternal Idol), vide la ricomparsa, come percussionista, del batterista Bev Bevan e si aggiunse come bassista Bob Daisley. Nel bel mezzo delle registrazioni, Gillen uscì dai Black Sabbath. Gillen fu sostituito da Tony Martin e fu quest'ultimo a cantare (su brani originariamente scritti per Gillen) nell'album The Eternal Idol, anche se tra i collezionisti è possibile trovare la versione originale cantata da Gillen. L'incontro tra il neocantante e Iommi avvenne tramite il manager di Martin, ex compagno di scuola del leader dei Black Sabbath.
Martin fu molto apprezzato e le sue doti canore vennero comparate, da molti, a quelle di Ronnie James Dio, e partecipò attivamente alla stesura dei pezzi. L'album presenta alcuni riferimenti al passato (l'omonima Eternal Idol rimembra le sonorità oscure di Master of Reality), conservando lo stile adottato negli ultimi anni (il grande apporto di tastiere). Anche questo album non ottenne però il successo commerciale sperato.
Dopo l'uscita dell'album, la band si trovò di nuovo alla deriva e scossa da una serie di defezioni; Iommi, Martin e Nicholls dovettero reclutare un nuovo bassista (Jo Burt), e un nuovo batterista, (Terry Chimes dei Clash), per il breve tour promozionale, che ebbe luogo nel 1987, quasi esclusivamente con date europee.
Nonostante questi continui cambi, la band incominciò a stabilizzarsi attorno alle figure di Iommi (ormai unico membro originario), Martin e Nicholls, ai quali si aggiunse poi (sostituendo Chimes) l'eclettico batterista Cozy Powell (il quale ricevette già un'offerta da Iommi dopo l'uscita di Appice, ma in quel momento non accettò). Con l'aggiunta di Laurence Cottle al basso, i Sabbath pubblicarono Headless Cross (1989), album che riscosse un buon successo, maggiore rispetto a quello di Seventh Star e The Eternal Idol. Dalla title track dell'album venne tratto un video musicale che venne mandato in onda per un certo periodo su MTV.
Nel 1990 (ancora una volta con un nuovo bassista, Neil Murray dei Whitesnake, il quale già suonò nel tour di Headless Cross), i Black Sabbath consolidarono questa "rinascita" con un altro album, Tyr, che vendette abbastanza bene e a cui seguì un tour molto seguito nello stesso anno.

### Riunioni varie e cambi di formazione, l'Ozzfest (1992-2005)
Nonostante i buoni risultati conseguiti con Headless Cross e Tyr, nel 1992 Iommi decise di riunire la formazione dei primi anni ottanta (quella di Mob Rules) con Geezer Butler, Ronnie James Dio e Vinny Appice. L'album che ne scaturì, Dehumanizer (1992), fu un lavoro dal sound molto ruvido e che portò un ottimo successo di pubblico e critica. La band preparò un tour di grande successo, che culminò con una memorabile apparizione per il festival metal Monsters of Rock, eseguita all'aeroporto di Reggio Emilia il 12 settembre.
In quel periodo Osbourne annunciò l'intenzione di ritirarsi dalla musica facendo un tour (in seguito cambiò idea, organizzando un altro tour chiamato Retirement Sucks) e chiese al suo ex gruppo di aprire le ultime due date a Costa Mesa in California del 14 e 15 novembre. Dio non fu d'accordo perché si era vociferata una reunion della formazione originale e, quindi, finì per abbandonare di nuovo, anche perché il suo contratto scadeva il 13 novembre. Dio, tuttavia, sostenne che la vera ragione della sua uscita furono le continue divergenze con Iommi, come ai tempi di Heaven and Hell e Mob Rules. Per completare la tournée, Iommi chiamò all'ultimo minuto Rob Halford dei Judas Priest.

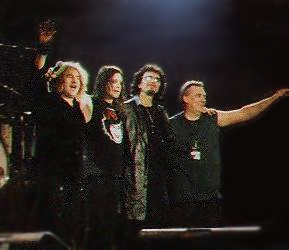
I Black Sabbath durante la grande reunion del 16 dicembre 1999

L'uscita di Dio convinse anche Appice a ritirarsi. Con l'uscita di questi ultimi due, i Black Sabbath riacquisirono Tony Martin e Geoff Nicholls e, col nuovo batterista Bobby Rondinelli, incisero Cross Purposes, accompagnato da Cross Purposes Live, un cofanetto di CD e video, pubblicato nel 1994. Quando Rondinelli abbandonò il gruppo fu sostituito, a sorpresa, da Ward, che subentrò in tempo per suonare le ultime quattro date del tour in Sud America.
Ancora una volta Ward e Butler abbandonarono, e per il 1995 tornò a raggrupparsi la formazione di Tyr, con Powell e Murray, che incise Forbidden, il quale non ricevette buoni pareri da pubblico e critica. Il rapper Ice-T venne ospitato alla voce nel brano Illusion of Power. La relativa tournée vide Powell partecipare solamente alle date americane del tour mentre per quelle europee al suo posto suonò Rondinelli. Nel 1996, la Castle Communications pubblicò, in versione rimasterizzata, alcuni pezzi della band da Born Again fino a Forbidden, nonché una raccolta dal titolo The Sabbath Stones.
Nel 1996 i Black Sabbath vengono nominati per la Rock and Roll Hall of Fame del 1997, ma non ottengono il riconoscimento assieme a Solomon Burke, The Dominoes, Lynyrd Skynyrd, Mamas & Papas, The Meters, The Moonglows, Gene Pitney, Lloyd Price e The Stooges in favore di Bee Gees, Buffalo Springfield, Crosby, Stills & Nash, Jackson 5, Joni Mitchell, Parliament-Funkadelic e The Rascals.
Nel 1997 Ozzy Osbourne diede vita al suo fortunato festival, l'Ozzfest. Nell'ultima parte dello show, Butler e Iommi (e in seguito anche Ward) apparivano sul palco per suonare alcuni pezzi classici dei Sabbath. La formazione originale, così reincontratasi sotto lo "stendardo di Ozzy", incise nel 1998 un album doppio, Reunion, composto esclusivamente da brani dell'era Osbourne in versione live, ma su cui comparivano anche due canzoni nuove in studio, i primi registrati con Osbourne dopo 20 anni dall'uscita dell'ultimo album registrato insieme, Never Say Die! del 1978. Nel 2000 la band venne premiata con un Grammy Award nella categoria "Best Metal Performance", grazie al brano Iron Man. Nel 2000 ricevono una nuova nomination per l'edizione del 2000 della Rock and Roll Hall of Fame, ma anche stavolta non ottengono il riconoscimento insieme a Aerosmith, Solomon Burke, The O'Jays, Queen, Lou Reed e Steely Dan in favore di Eric Clapton, Earth, Wind and Fire, Lovin' Spoonful, The Moonglows, Bonnie Raitt e James Taylor. L'anno successivo vengono nuovamente nominati per l'edizione del 2001, ma perdono assieme a AC/DC, Brenda Lee, Lynyrd Skynyrd, New York Dolls, Lou Reed, Bob Seger e Patti Smith. Verranno ancora nominati per l'introduzione nelle edizioni del 2003 e del 2004, non ottenendo il riconoscimento e portando così il conteggio delle nomination fallite a cinque.
Sembrò che la formazione storica dovesse tornare unita per l'incisione di un nuovo album, ma non finì così: la preparazione di un nuovo lavoro discografico venne incominciata nel 2001, dopo che il gruppo si esibì all'Ozzfest dello stesso anno, ma a causa di vincoli imposti dai contratti di Osbourne nella sua attività solista, non vi fu alcun seguito. Nel 2004 i Black Sabbath hanno suonato in un nuovo tour Ozzfest (con Adam Wakeman, figlio di Rick, alle tastiere, in sostituzione di Geoff Nicholls), celebrando il loro 35º anniversario, e anche il 2005 li ha visti partecipare al carrozzone itinerante, in aggiunta ad alcune date in Europa.

### Introduzione nella Rock and Roll Hall of Fame e il ritorno di Dio, gli Heaven & Hell (2006-2009)

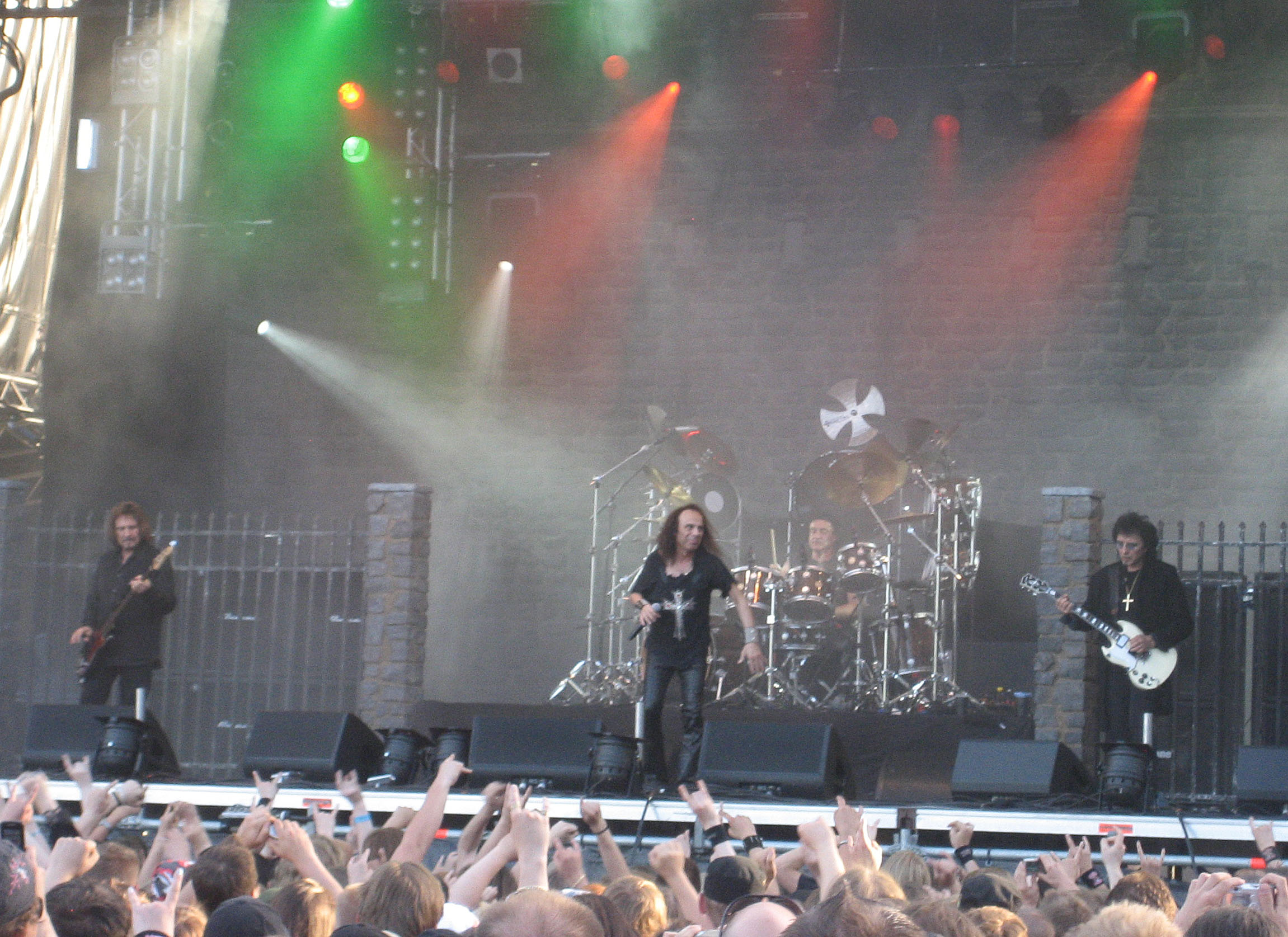
Gli Heaven & Hell dal vivo

Il 13 marzo 2006 i Black Sabbath vengono finalmente introdotti, dopo cinque occasioni mancate, nella Rock and Roll Hall of Fame assieme a Blondie, Miles Davis, Lynyrd Skynyrd e The Sex Pistols. Vennero introdotti dai Metallica, che suonarono anche due pezzi della formazione di Iommi (Hole in the Sky e Iron Man). Alla cerimonia di premiazione presenziò la prima formazione storica del gruppo: Tony Iommi, Ozzy Osbourne, Geezer Butler e Bill Ward.
Nell'ottobre 2006 venne annunciato un tour estivo nei principali festival heavy metal europei con la formazione dell'album Heaven and Hell: Dio, Iommi, Butler e Ward.

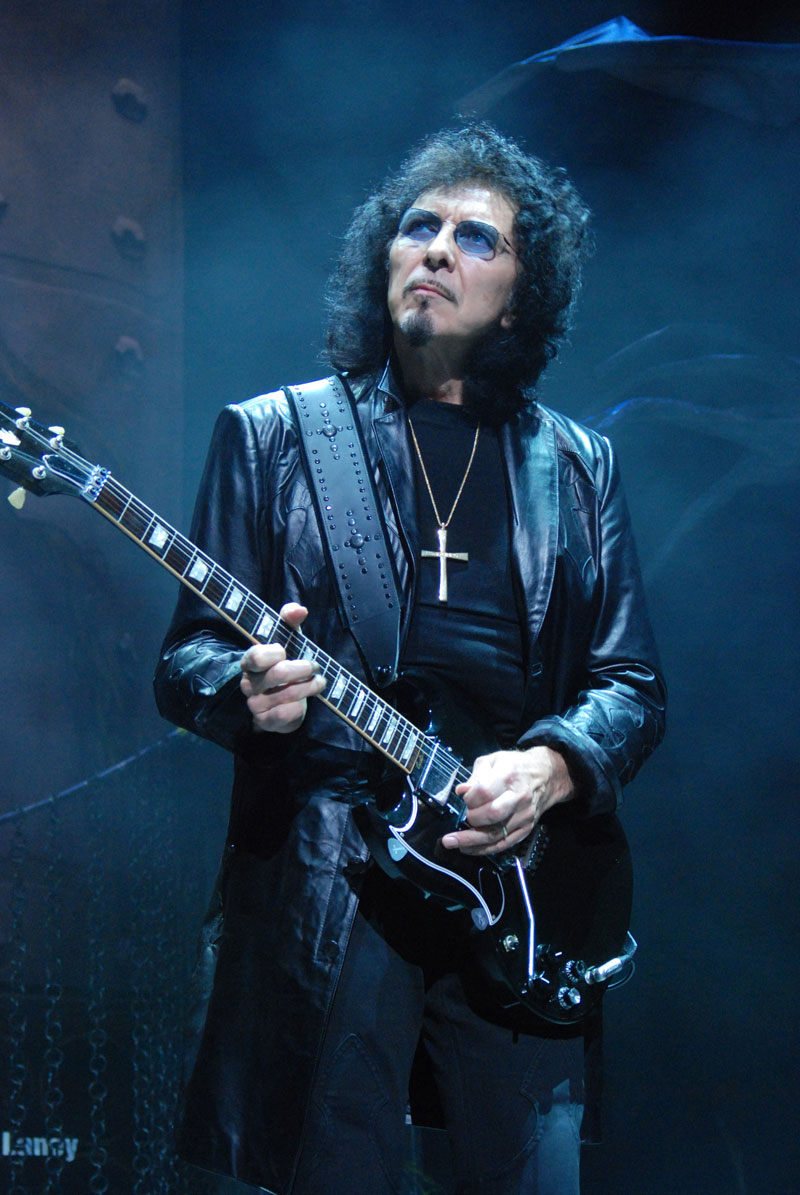
Tony Iommi nel 2009

Paradossalmente, il loro nome per questa tournée fu proprio Heaven & Hell. Nel novembre 2006 Ward abbandonò il progetto perché dichiarò, in maniera molto vaga, che ci fossero speculazioni sul nuovo nome del gruppo e venne sostituito da Vinny Appice. Il 3 aprile 2007 il gruppo ha pubblicato Black Sabbath: The Dio Years, compilation di brani composti con Dio e contenente anche pezzi inediti.
Il 28 aprile 2009 viene pubblicato The Devil You Know, il primo album in studio degli Heaven & Hell, gruppo formato dai vecchi membri dei Black Sabbath.

### La morte di Ronnie James Dio (2010)
Il 16 maggio 2010 arriva la notizia della scomparsa di Ronnie James Dio, dopo cinque mesi di lotta al cancro allo stomaco. Queste le parole della moglie Wendy:

Tutto il mondo del rock in generale si è stretto alla famiglia del leggendario cantante esprimendo il proprio cordoglio non appena appresa la notizia. In particolare, Osbourne disse:

A volerlo ricordare fu anche quello che fu di fatto il suo storico scopritore, Ritchie Blackmore, che lo lanciò nei Rainbow dopo la sua carriera negli Elf:

Tony Iommi dichiarò:

### Riunione con Ozzy Osbourne,13e il tour finaleThe End(2011-2017)

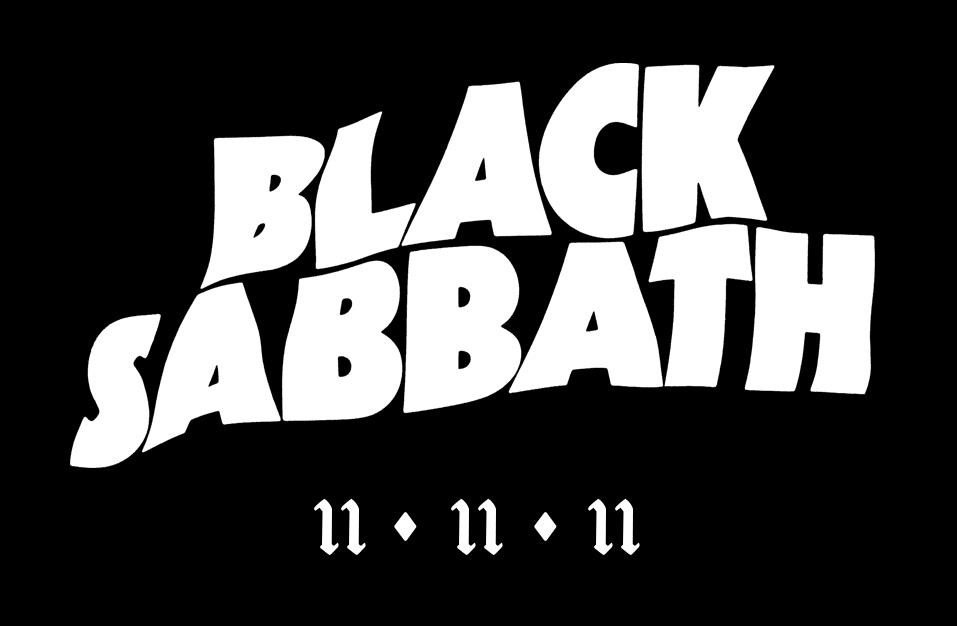
Logo della grande reunion dell'11 novembre 2011

Nell'agosto del 2011 Iommi conferma al Birmingham Mail che la formazione originale del gruppo si è riunita e che sta provando per un tour e un nuovo album in studio. Dichiara inoltre che lui stesso e Osbourne stanno componendo nuovo materiale a giugno e contano di pubblicare il disco per l'anno successivo: «Non vediamo l'ora e penso che ciò che stiamo preparando sia davvero valido, è un ritorno alle origini». Successivamente però, sul suo sito, lo stesso Iommi smentisce di avere reso queste dichiarazioni, dicendosi dispiaciuto per un caso di cattiva informazione giornalistica nato da alcune sue affermazioni decontestualizzate e distorte.
Tuttavia l'11 novembre successivo, durante una conferenza stampa convocata al Whisky a Go Go di West Hollywood, la band comunica la volontà di riunirsi con la formazione originale in vista del 2012 per un tour mondiale e l'incisione di un album, il primo con Osbourne alla voce dopo 33 anni, pubblicato a distanza di 18 anni dall'ultimo album Forbidden (1995), con Tony Martin alla voce. Per quanto riguarda il tour, la band annuncia già alcuni concerti per i mesi di maggio e giugno del 2012. Il 3 febbraio 2012 Ward si separa però dal gruppo, e appena due settimane dopo, il 17 febbraio, il gruppo è costretto ad annullare le date del tour europeo a causa di un linfoma precedentemente diagnosticato a Iommi. I Black Sabbath terranno comunque tre concerti, tra i quali l'esibizione al Download Festival il 10 giugno. Al posto di Ward viene reclutato l'allora batterista della band di Osbourne, Tommy Clufetos. Per non deludere i fan Osbourne si esibirà nelle date precedentemente confermate con il nome di Ozzy and Friends, seguito da vari ospiti quali ad esempio Butler, Zakk Wylde e Slash. Nessun cambiamento di programma viene riportato per le registrazioni del nuovo album, che continuano senza intoppi.

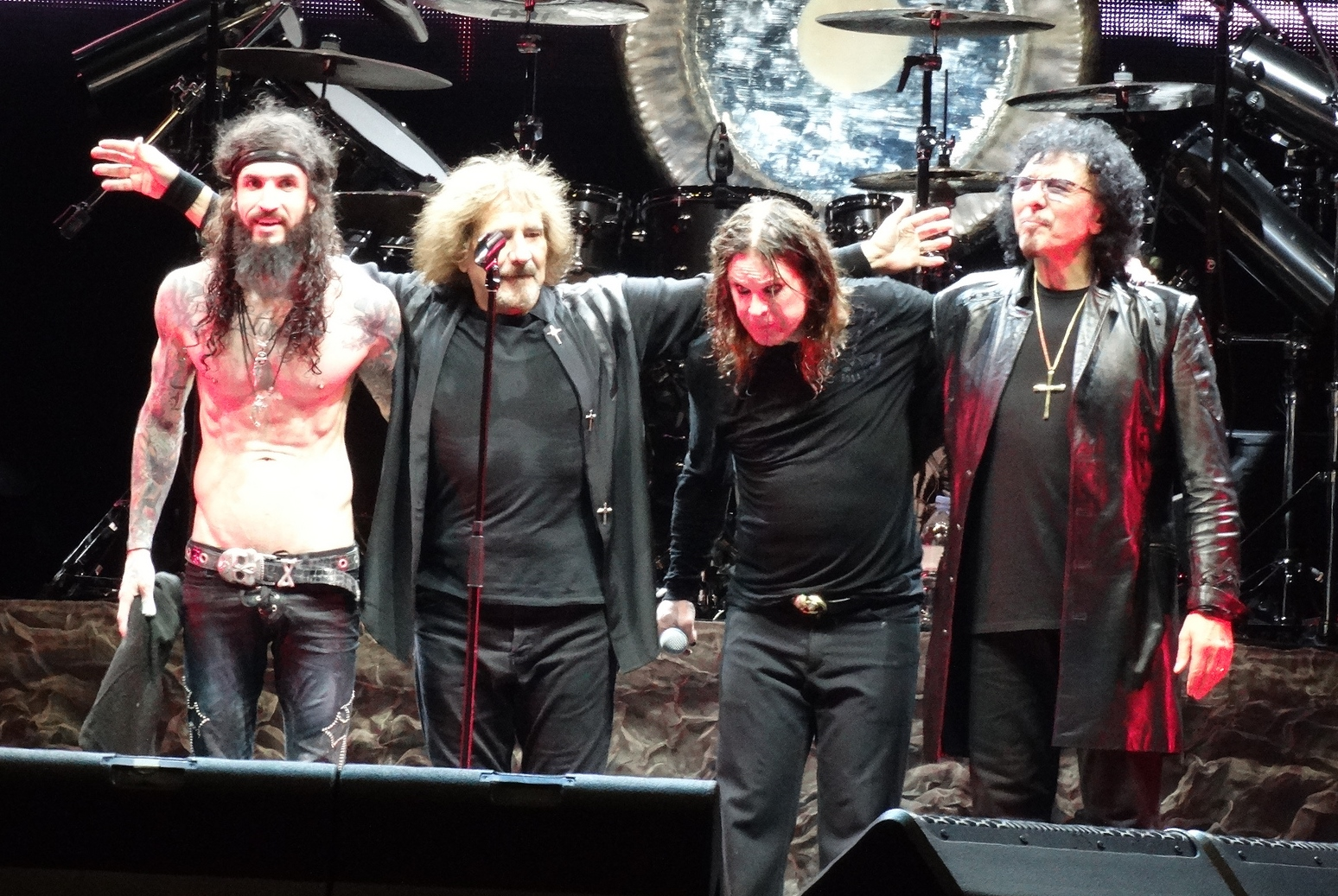
I Black Sabbath durante il tour di 13 in Brasile.

Il 13 gennaio 2013, tramite il profilo Twitter della band, viene annunciato 13, il diciannovesimo album discografico del gruppo, poi pubblicato a giugno dello stesso anno.
Il 19 aprile viene pubblicato il primo singolo estratto dal nuovo album, intitolato God Is Dead? L'album riscuote un successo straordinario e debutta direttamente alla prima posizione nelle classifiche di vendita in Regno Unito, e per la prima volta anche al primo posto della Billboard 200 negli Stati Uniti d'America; lo stesso Osbourne si dice sconvolto dal successo del disco, dichiarando: «Fantastico, sinceramente non ho mai pensato che il disco sarebbe stato un successo. [...] Non componiamo canzoni da tre o quattro minuti, noi suoniamo fino a quando non ci fanno smettere».
Il disco fu supportato da un tour musicale di grandi proporzioni, iniziatosi nel 2012 e conclusosi nel 2014, anno durante il quale i Black Sabbath vinsero il secondo Grammy Award alla "Best Metal Performance" grazie al brano God Is Dead?
Il 30 settembre 2015 la band annuncia il suo tour mondiale d'addio, intitolato The End, con Ozzy Osbourne, Tony Iommi e Geezer Butler in formazione. Il tour non vede la partecipazione di Bill Ward e la batteria è suonata nuovamente da Clufetos. Il tour ha avuto inizio il 20 gennaio 2016 e ha visto come unica tappa italiana l'Arena di Verona il 13 giugno 2016. In coincidenza della data di inizio del tour viene pubblicato un album dal titolo The End, venduto solamente ai concerti tenuti dal gruppo.
Il 4 febbraio 2017 hanno tenuto l'ultimo concerto nella città natale dei membri fondatori del gruppo (escluso il batterista Bill Ward) e dove si formarono quasi cinquant'anni prima nel 1968, alla Genting Arena di Birmingham. Il 17 novembre 2017 è uscito l'ultimo album dal vivo The End: Live in Birmingham che documenta l'ultima esibizione del gruppo tenutasi il 4 febbraio 2017 a Birmingham.

### Back to the Beginninge morte di Osbourne (2025)

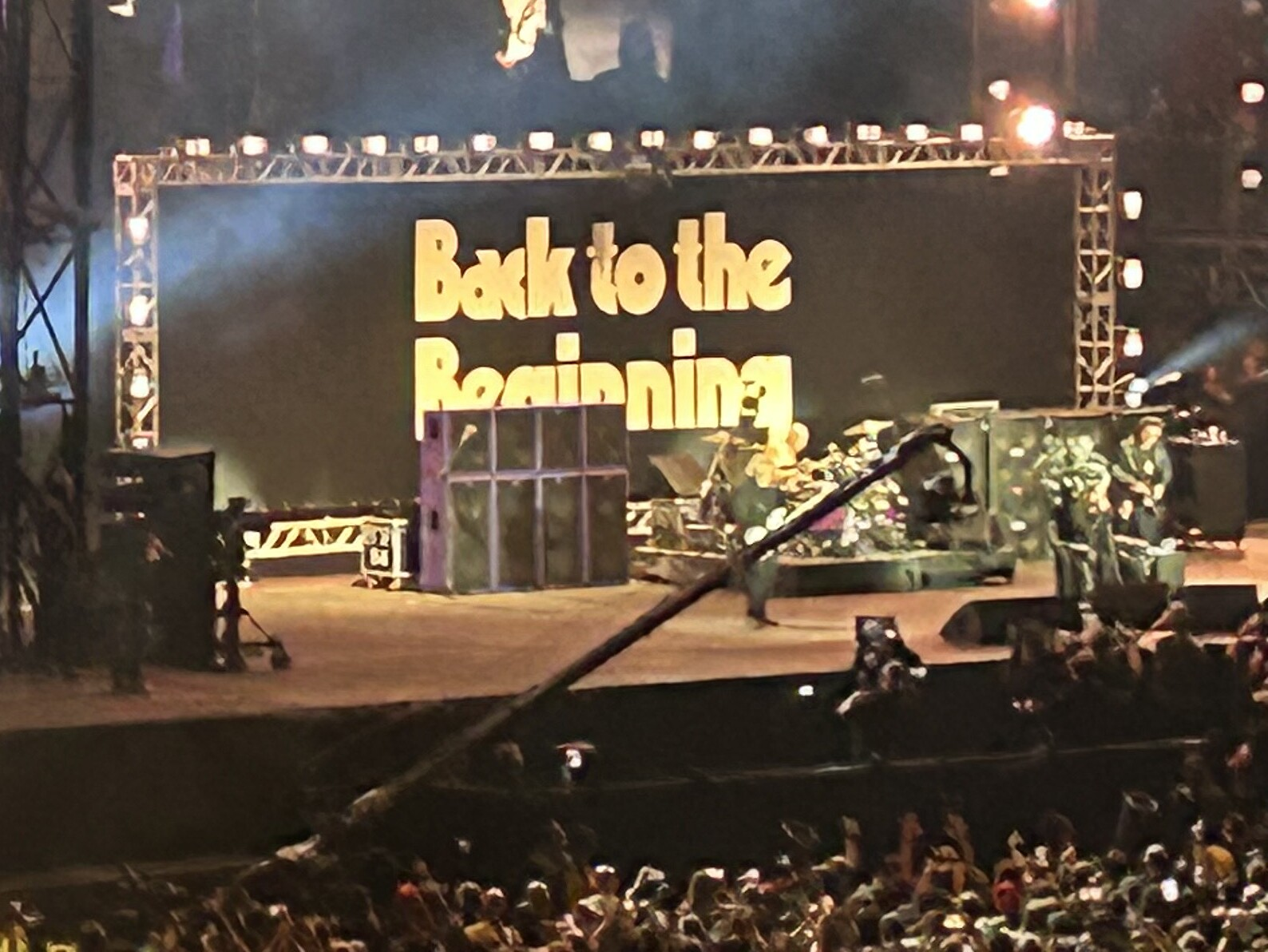
L'ultima apparizione del gruppo al Back to Beginning, con Osbourne costretto dalla malattia a esibirsi seduto su di un trono.

Il 5 febbraio 2025 viene annunciato che i Black Sabbath avrebbero tenuto un'ultima esibizione al Villa Park di Birmingham (situato nel quartiere natale di Aston) fissata al 5 luglio dello stesso anno. L'evento, intitolato Back to the Beginning, ha visto per la prima volta dopo 20 anni la formazione storica composta da Ozzy Osbourne, Tony Iommi, Geezer Butler e Bill Ward. Prima dei Black Sabbath si sono altri celebri gruppi heavy metal quali Metallica, Slayer, Pantera, Anthrax, Gojira, Lamb of God, Halestorm, Alice in Chains, Guns N' Roses, Tool, Rival Sons e Mastodon, nonché lo stesso Ozzy Osbourne in veste di artista solista e numerosi altri musicisti provenienti da altre band in due inediti supergruppi formati per l'occasione, tra i quali componenti di Korn, Guns N' Roses, The Smashing Pumpkins, Limp Bizkit, Disturbed, Ghost, Faith No More, Sleep Token e Yungblud. Tutti i proventi del festival vengono devoluti in beneficenza.
Diciassette giorni dopo il grande evento, il 22 luglio 2025, viene annunciata dalla sua famiglia la scomparsa di Ozzy Osbourne.

## Stile musicale
I Black Sabbath erano una delle prime band heavy metal, ascrivibili anche al rock psichedelico e all’acid rock. Furono un'influenza chiave dello stoner rock, del grunge, del doom metal, e dello sludge metal. Agli inizi della loro carriera erano influenzati da band come Cream, Fleetwood Mac, The Jimi Hendrix Experience, John Mayall & the Bluesbreakers e Jethro Tull.
Anche se i Black Sabbath ebbero molti cambi di formazione e di stile, la loro base rimanevano i testi infausti e musica pesante, facendo spesso uso del tritono, chiamato anche Diabolus in musica. Alcuni album come Sabbath Bloody Sabbath avevano anche uno stile compositivo simile al rock progressivo, che era popolare al tempo, in contrasto con la musica popolare di quel decennio. Come gran parte dei gruppi heavy metal del decennio, i loro album non ebbero alcuna diffusione via radio.
Tony Iommi era il principale compositore delle musiche, mentre Osbourne scriveva le melodie vocali e il bassista Geezer Butler i testi. Il processo a volte risultava frustrante per Iommi, che sentiva pressioni per scrivere nuovo materiale: in un'intervista, disse che "Se non facevo nulla, nessun altro faceva altrettanto." Sull'influenza di Iommi, Osbourne disse:
Nel 1965, prima di aver formato il gruppo, Tony Iommi si era mutilato le estremità di due dita della sua mano destra lavorando in una lamiera in fabbrica: fu sul punto di smettere con la musica, ma il manager gli fece ascoltare Django Reinhardt, un chitarrista jazz che perse due dita durante un incendio. Ispirato da Reinhardt, Iommi creò due ditali di plastica e cuoio e li indossò nelle estremità che aveva perduto, usò corde più leggere e usò accordature abbassate per saldare meglio le protesi alle corde. Iommi sperimentò con l'accordatura in Do# standard, tre semitoni sotto quella in Mi standard, prima di usare quelle in Mi bemolle (un semitono sotto) e in Re (un tono sotto).

## Eredità musicale
(Peter Steele, leader dei Type O Negative)

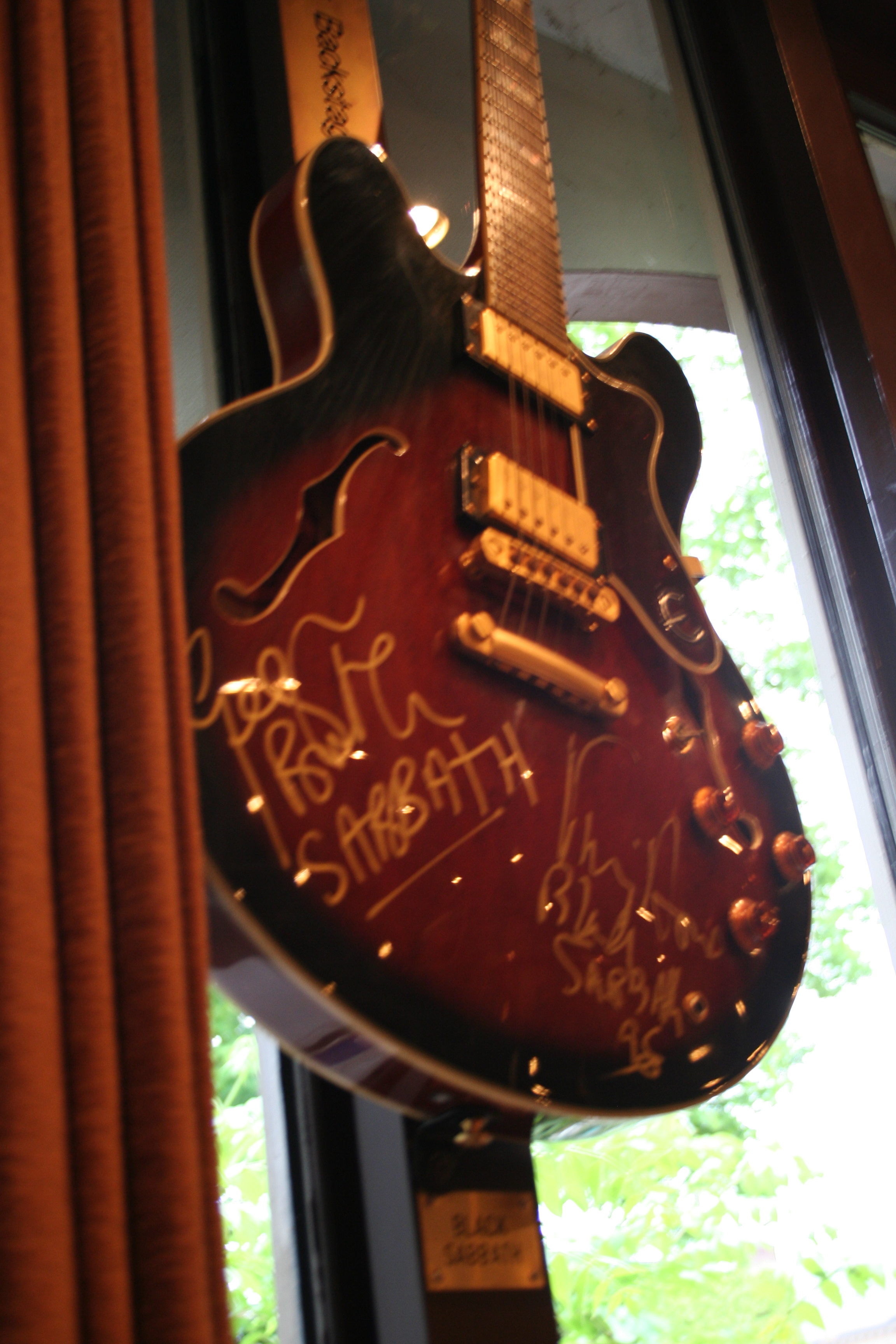
Chitarra firmata Black Sabbath esposta all'Hard Rock Cafe di Copenaghen

I Black Sabbath hanno avuto un enorme impatto sulle generazioni successive. A loro sono riconosciute influenze dirette e indirette su diversi generi musicali: heavy metal, thrash metal, stoner rock, grunge e doom metal.

### Heavy metal
Pur essendo caratterizzato da molteplici sottogeneri, il movimento heavy metal fu influenzato da loro. Quanto a chitarre distorte, gruppi come Judas Priest, Iron Maiden, Venom, Electric Wizard, Opeth, Saxon, Samson, Angel Witch, Demon, Fear Factory e Type O Negative, sono loro fortemente debitori.

### Doom metal
Insieme con i meno conosciuti Pentagram, altro gruppo musicale nato negli anni settanta, i Sabbath sono inoltre considerati padrini del doom metal, sottogenere dell'heavy metal caratterizzato da melodie cupe e ritmiche lente. In realtà, i Black Sabbath sono anche artefici di pezzi caratterizzati da ritmi serrati (come Paranoid). Tuttavia, brani lenti come l'omonimo o anche Iron Man, fino a passare per l'intero album Master of Reality, hanno palesemente influenzato band come Saint Vitus, Cathedral, Candlemass, Anathema, My Dying Bride, Paradise Lost, Electric Wizard e Sleep.

### Stoner rock
Il quartetto è stato significativo anche per la genesi dello stoner rock, nato all'inizio degli anni novanta, anch'esso ricco di ritmi lenti e chitarre con accordature basse, ma caratterizzato dalla commistione di rock psichedelico, acid rock, heavy metal classico, doom metal e blues-rock. Tra i gruppi del genere che si sono ispirati ai Black Sabbath, vanno certamente citati i Kyuss, Unida, Slo Burn, Hermano, Fu Manchu, Karma to Burn, Master of Reality, Monster Magnet, Nebula, Orange Goblin e Sleep. Taluni ritengono che i Black Sabbath siano anche tra gli ispiratori del movimento grunge.

### Altri sottogeneri del metal
Moltissime band hanno dichiarato che i Black Sabbath sono stati tra i loro principali ispiratori: tra questi, vanno citati almeno Megadeth, Celtic Frost, Pantera, Slayer, Anthrax, Deftones, Slipknot, System of a Down, Opeth, Bathory,, Fear Factory, Disturbed e Biohazard. I Metallica hanno asserito come tutto sia cominciato dai Black Sabbath affermando che: «senza di loro noi non saremmo qui oggi».
Nel 1994 John Christ, chitarrista dei Danzig, ammise che il brano della sua band, Her Black Wings (dall'album Danzig II: Lucifuge), contiene un riff di Zero the Hero. L'attore Jack Black è un grande ammiratore dei Black Sabbath e in particolare di Ronnie James Dio, al punto che, in seno alla sua band Tenacious D, ha composto un brano intitolato Dio.

## Formazione

### Storica
- Ozzy Osbourne – voce (1968-1977, 1978-1979, 1985, 1997-2006, 2011-2017, 2025)
- Tony Iommi – chitarra (1968-2006, 2011-2017, 2025)
- Geezer Butler – basso (1968-1985, 1991-1994, 1997-2006, 2011-2017, 2025)
- Bill Ward – batteria (1968-1979, 1984-1985, 1994, 1997-2006, 2011-2012, 2025)

## Discografia
Album in studio
- 1970 – Black Sabbath
- 1970 – Paranoid
- 1971 – Master of Reality
- 1972 – Black Sabbath, Vol. 4
- 1973 – Sabbath Bloody Sabbath
- 1975 – Sabotage
- 1976 – Technical Ecstasy
- 1978 – Never Say Die!
- 1980 – Heaven and Hell
- 1981 – Mob Rules
- 1983 – Born Again
- 1986 – Seventh Star
- 1987 – The Eternal Idol
- 1989 – Headless Cross
- 1990 – Tyr
- 1992 – Dehumanizer
- 1994 – Cross Purposes
- 1995 – Forbidden
- 2013 – 13

## Cover incise da altri gruppi
- Nel 1979 The Dickies pubblicano una reinterpretazione di Paranoid nell'album The Incredible Shrinking Dickies
- Nel 1987 gli Anthrax registrarono una reinterpretazione di Sabbath Bloody Sabbath nell'EP del singolo I'm the Man. La medesima canzone fu eseguita dagli Amon Amarth nel loro demo Thor Arise e dai Cardigans nell'album Emmerdale.
- Nel 1987 i fiorentini Neon inclusero una propria versione di Paranoid nel mini-lp Crimes Of Passion II.
- Nel 1988 i Venom suonarono Megalomania in Prime Evil.
- Nel 1988 i Sacred Reich registrarono una cover di War Pigs nell'EP Surf Nicaragua.
- Nel 1989 i Melvins pubblicarono una reinterpretazione di Symptom of the Universe in uno split 7" single con i Mudhoney.[108]
- Nel 1989 i Sabotage hanno reinterpretato Paranoid nell'album Hoka Hey.
- Nel 1989, i Faith No More registrano una cover di War Pigs pubblicata sull'album The Real Thing.
- Nel 1991 i Soundgarden sul singolo Jesus Christ Pose pubblicano come lato B la reinterpretazione di Into The Void, conosciuta anche con il titolo Sealth, in cui il testo originale viene sostituito da un discorso di protesta di Capo Seattle.[109]
- Nel 1992 gli Shelter nel album Quest for Certainty pubblicato una reinterpretazione di After Forever.
- Nel 1992 gli Sleep pubblicano Snowblind sulla Reissue Bonus Tracks del 2009 di Sleep's Holy Mountain.
- Nel 1992 gli Screaming Trees pubblicano la reinterpretazione di Tomorrow's Dream sul singolo Dollar Bill.
- Nel 1994 i Pantera incisero la loro versione di Planet Caravan nell'album Far Beyond Driven e Hole in the Sky nella loro raccolta The Best of Pantera: Far Beyond the Great Southern Cowboys' Vulgar Hits.
- Il gruppo doom metal Candlemass incise Black Sabbath Medley, una traccia contenente alcuni spezzoni tratti da vari brani del gruppo di Birmingham. Essa si trova nel disco Ancient Dreams.
- I Danzig hanno realizzato la reinterpretazione di Hand of Doom nel disco Blackacidevil.
- I Cannibal Corpse fecero una reinterpretazione di Zero the Hero nel loro EP Hammer Smashed Face.
- I Guns N' Roses suonarono It's Alright nel loro album dal vivo Live Era '87-'93.
- Una reinterpretazione di Paranoid si trova nell'album del 1995 dei Megadeth Hidden Treasures.
- Il disco tributo ai Black Sabbath, Nativity in Black, contiene loro brani suonati da noti artisti come Megadeth, Pantera, Slayer, Machine Head, Bruce Dickinson, Godsmack, Drowning Pool e via dicendo. Nel secondo volume di questo lavoro, è presente una cover di N.I.B. eseguita dai Primus e cantata da Ozzy Osbourne; il cantante hip hop Busta Rhymes ha inciso una parte alterata di Iron Man, da cui deriva il brano This Means War. In questo pezzo, lo stesso Ozzy Osbourne appare come guest star nelle parti vocali.
- Il gruppo dei NOFX ha inciso una reinterpretazione della stessa Iron Man. Sempre nel 1996 il gruppo The Cardigans include una struggente interpretazione di Iron Man nell'album First Band on the Moon.
- Nel 1997 i Kyuss incidono Into the Void nello split album con i Queens of the Stone Age su etichetta Man's Ruin.
- Nel 1997 gli Orange Goblin pubblicano la reinterpretazione Hand of Doom sullo split CD con gli Electric Wizard su Man's Ruin.
- Nel 1997 i Sepultura incisero la loro versione di Symptom of the Universe sull'album Blood Rooted.
- Nel 1998 i Metallica suonarono una versione di Sabbra Cadabra con alcune parti di A National Acrobat, nell'album Garage Inc..
- Nel 1999 esce uno split 7" su etichetta Hydrahead con N.I.B. nella versione dei Cave In e The Wizard nella versione dei Botch.
- Nel 1999 gli Overkill pubblicano l'album di cover Coverkill in cui è inclusa la loro reinterpretazione di Changes, Never Say Die e Cornucopia.
- Nel 2001 gli Earth Crisis suonarono Children of the Grave nel loro album Last of the Sane.
- I System of a Down hanno inciso una reinterpretazione di Snowblind presente in Nativity in Black, il disco tributo ai Black Sabbath.
- Nel 2000 i Goatsnake incidono Who Are You nel loro EP Trampled Under Hoof.
- L'album Tribute to the Gods degli Iced Earth, uscito nel 2002, include la cover della canzone Black Sabbath.
- Gli italiani Shandon hanno ricordato i Sabbath con una cover di Paranoid in versione ska core.
- Il gruppo americano Psychotic Waltz ha inciso una cover del brano Disturbing the Priest, tratto da Born again, inclusa poi nella ristampa del loro secondo album Into the Everflow.
- Nel 2015 il gruppo power metal tedesco Powerwolf ha inciso una cover di Headless Cross come bonus track nell'album Blessed & Possessed.

## Omaggi e tributi

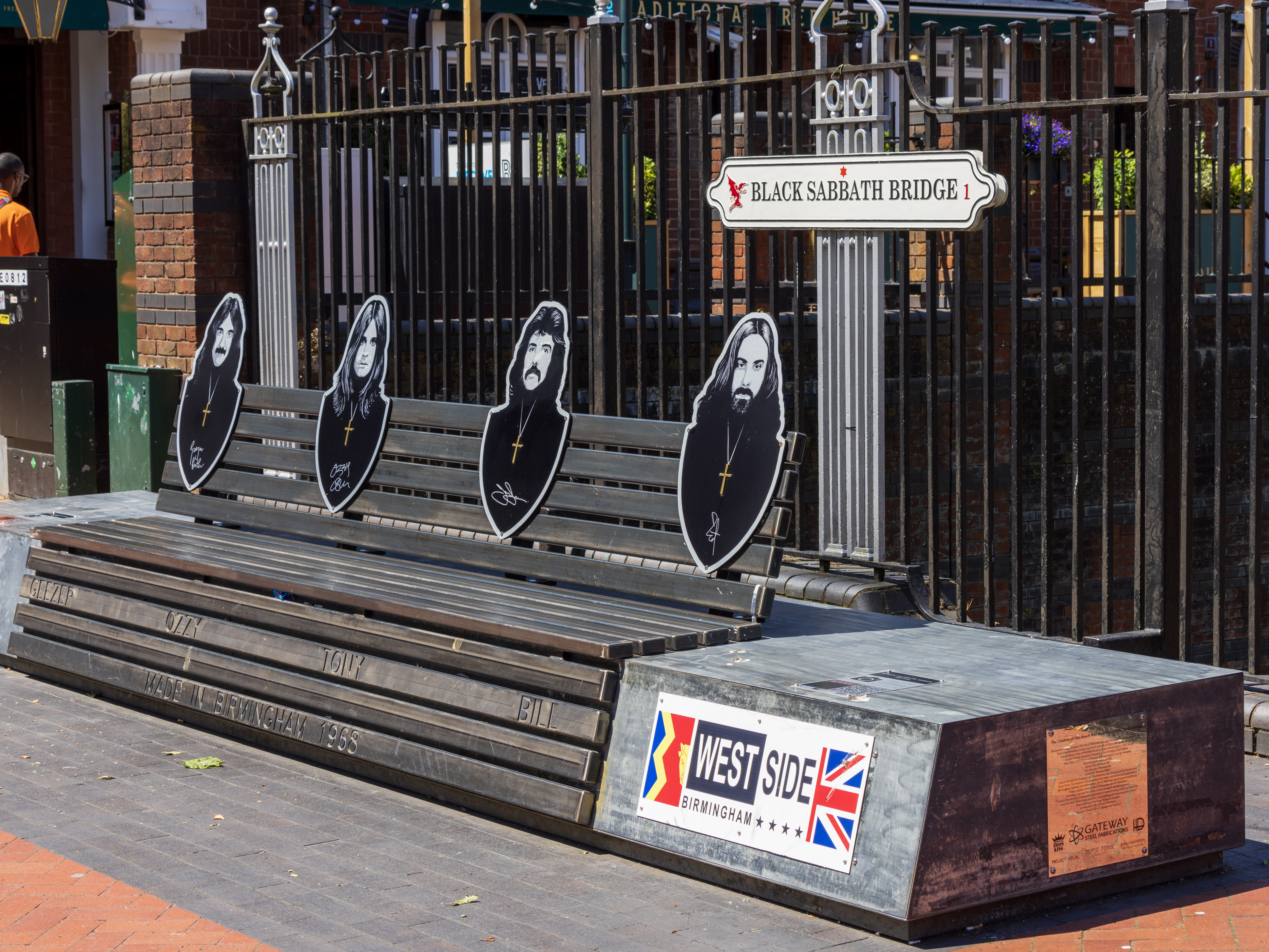
La panchina dedicata ai Black Sabbath a Birmingham

- Il film documentario del 1984 This Is Spinal Tap contiene vari riferimenti al gruppo di Birmingham. Ad esempio, la scenografia di Stonehenge presente nella pellicola era ispirata alla coreografia usata dai Black Sabbath durante il Born Again Tour.
- Nel 1987 i Butthole Surfers incisero Sweat Loaf (il titolo è una variante di Sweet Leaf) per il loro album Locust Abortion Technician.
- Nel 1991 Marilyn Manson incise Sam Son of Man, reinterpretazione di Iron Man, col testo leggermente modificato.
- Nel 2002 l'ex bassista delle Hole e Smashing Pumpkins, Melissa Auf der Maur, formò una tribute band dei Black Sabbath chiamata Hand of Doom, titolo di un brano di Paranoid.
- Give it Away dei Red Hot Chili Peppers contiene nella parte finale il riff principale di Sweet Leaf.
- Lo stesso riff appare nella canzone Busted in Baylor County sull'album Put the "O" Back in Country di Shooter Jennings.
- Come tributo al gruppo di Birmingham, gli Anno Mundi hanno inserito in Dwarf Planet (nell'album Cloister Graveyard In The Snow del 2011), il primo verso del brano Black Sabbath (What is this that stands before me?).
- Il 28 ottobre 2013 fu inaugurata a Hollywood una sala dell'orrore dedicata ai Black Sabbath, sonorizzata da Paranoid, Electric Funeral e Heaven and Hell.